# Tadeusz Motowidło
Tadeusz Motowidło (Trójczyce; 21 de Julho de 1952 — ) é um político da Polónia. Ele foi eleito para a Sejm em 25 de Setembro de 2005 com 13488 votos em 30 no distrito de Rybnik, candidato pelas listas do partido Sojusz Lewicy Demokratycznej.
Ele também foi membro da Sejm 2001-2005.